# Большое Мыльское
Большое Мыльское (также Мыльское) — пресноводное озеро на севере Усть-Цилемского района Республики Коми, расположено в левобережной пойме реки Печора, в междуречье притоков Печоры Енва и Мыла, в 13,4 км к югу от посёлка Новый Бор.

## Общие сведения
Площадь озера 8,8 км². Высота над уровнем моря — 10 м. Протяжённость озера 7,2 км, в центральной части ширина достигает 1,5 км. Площадь водосбора составляет 73,8 км2. Максимальная глубина озера — 9 м.

## Описание
Озеро Большое Мыльское имеет вытянутую форму, береговая линия умеренно изрезана. На западе впадает несколько ручьёв. На севере соединено протокой протяженностью 4 км с рекой Мыла, через которую имеет сток в Печору. Берега низкие, частично заболоченные на севере и западе.
В озере обитают характерные для Печоры виды рыбы (за исключением сёмги, омуля, горбуши и стерляди), а также ряпушка и корюшка.